# Wellan's
Wellan's is een voormalige Amerikaans warenhuisketen, die zijn hoofdkantoor had in Alexandria, Louisiana

## Geschiedenis
Wellan's Department Store begon als een kleine winkel aan Second Street in Alexandria, Louisiana en werd opgericht door Louis Wellan. Het had een groot assortiment met onder meer jurken, herenkleding en wat speelgoed en meubels. Het profileerde zich als een nieuwe familiegerichte winkel in het hart van Louisiana. In 1924 verhuisde het naar de historische locatie aan Third Street. Het diende de stad en de regio en werd beroemd om zijn kerstshows in december. In de decembermaand werden de etalages versierd en werden de gevels van kerstverlichting voorzien. 
Wellan's verhuisde in 1972 naar de Alexandria Mall. Het bedrijf nam de Palais Royal-warenhuizen in Shreveport en The Depot Stores warenhuizen over. Het bedrijf richtte vervolgens een "moderne" winkel op in Monroe. Op 25 juli 1989 sloot het filiaal in de Alexandria Mall. In 1997 werd het bedrijf overgenomen door Stage Stores, Inc.
Het hoofdgebouw werd gesloopt om plaats te maken voor het Coughlin Saunders Performing Arts Center.
Stage Department Stores exploiteert een aantal winkels onder de naam Palais Royal. 